# Arroyo de Pantueña
El arroyo de Pantueña es un curso de agua del interior de la península ibérica, que discurre por el sudeste de la Comunidad de Madrid, en España. Nace en la localidad de Santorcaz y sigue curso oeste atravesando los municipios de Corpa y Valverde de Alcalá. Recibe las aguas del arroyo de Anchuelo en el municipio de Torres de la Alameda. Termina desembocando en el río Jarama en Velilla de San Antonio. Forma parte de la cuenca hidrográfica del Tajo.